# Кевін Фіала
Кевін Фіала (чеськ. Kevin Fiala; 22 липня 1996, м. Уцвіль, Швейцарія) — швейцарський хокеїст, лівий/правий нападник. Виступає за «Нашвілл Предаторс» у Національній хокейній лізі.
За походженням чех. Вихованець хокейної школи ХК «Уцвіль». Виступав за ГВ71 (Єнчепінг), «Мілвокі Адміралс» (АХЛ).
В чемпіонатах НХЛ — 1 матч (0+0), у турнірах Кубка Стенлі — 1 матч (0+0). У чемпіонатах Швеції — 37 матчів (8+17), у плей-оф — 8 матчів (1+5).
У складі національної збірної Швейцарії учасник чемпіонатів світу 2014 і 2015 (14 матчів, 1+4). У складі молодіжної збірної Швейцарії учасник чемпіонатів світу 2014 і 2015. У складі юніорської збірної Швейцарії учасник чемпіонату світу 2014.